# Coxa (ragno)

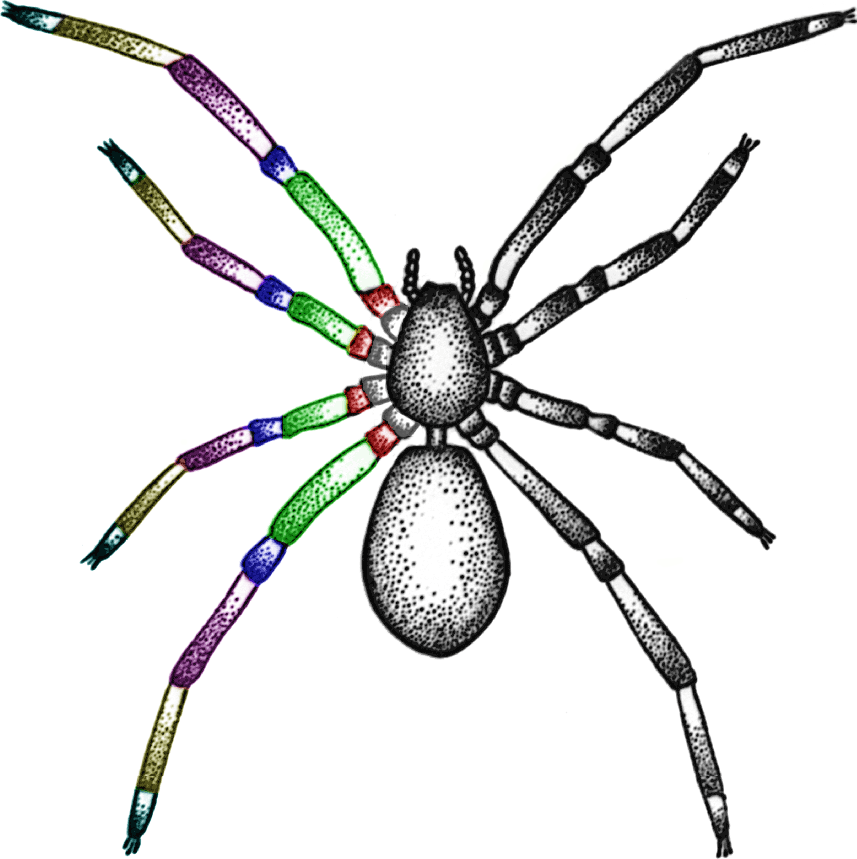
In questo schema si distinguono i segmenti o articoli che formano le zampe dei ragni attraverso colori diversi:
coxa = grigio
trocantere = rosso
femore = verde
patella = blu
tibia = viola
metatarso = giallo
tarso = celeste

La coxa di un ragno (plurale coxae) è il primo segmento o articolo della zampa che pone in connessione il cefalotorace con il trocantere, secondo segmento dell'arto.

## Morfologia
La coxa ha forma cilindrica, più o meno affusolata: trattandosi del punto di innesto della zampa al cefalotorace, è collegata ad esso con vari muscoli, fra cui i principali sono:
1. muscolo endosterno-coxale antero-superiore
2. muscolo endosterno-coxale postero-superiore
3. muscolo endosterno-coxale antero-inferiore
4. muscolo endosterno-coxale postero-inferiore
5. muscolo tergo-coxale anteriore profondo, deputato al movimento rotatorio anteriore
6. muscolo tergo-coxale anteriore medio
7. muscolo tergo-coxale posteriore medio
8. muscolo tergo-coxale posteriore profondo, deputato al movimento rotatorio posteriore[1].

Le connessioni della coxa con il trocantere sono invece rese possibili dai seguenti muscoli principali:
1. muscolo coxo-trocanterico inferiore esterno
2. muscolo coxo-trocanterico inferiore interno
3. muscolo coxo-trocanterico posteriore
4. muscolo coxo-trocanterico superiore[1]

Ogni singola coxa è articolata al cefalotorace con un preciso angolo, poco variabile da specie a specie, proprio per consentire i reciproci movimenti delle zampe senza intralci.
In dettaglio la I coxa, cioè quella più vicina ai cheliceri del ragno Latrodectus variolus, ha un angolo rispetto alla normale, di 53°; la II coxa di 88°, posta quindi quasi ad angolo retto col baricentro del corpo; la III coxa di 114° e la IV arriva a 119°.

## Autotomia
In particolari circostanze il ragno può procedere all'autotomia di una delle sue zampe: ciò avviene a seguito di un trauma (lotta con altri ragni o con insetti, rotture degli arti a seguito di violenti urti, ecc.) oppure volontariamente (la circolazione nella zampa non è più efficiente, rotture a seguito di una muta troppo faticosa, ecc.)
In questi casi è interessata principalmente la coxa e la sua muscolatura: se il tutto avviene correttamente, il ragno potrà procedere con successo alla rigenerazione dell'arto, anche se occorrerà del tempo per recuperarne l'efficienza.
Uno studio ha messo in evidenza il caso che al ragno vengano amputate due zampe adiacenti: il trauma è violento per il ragno, solo il 25% degli esemplari sottoposti a tale trattamento sopravvive nell'immediato; di questi solo il 10% supera il 4º giorno e continua a vivere. In questi casi il ragno tende a far ricrescere una sola zampa che si pone ad un angolo pressoché intermedio fra quelli dei due arti amputati